# Teucholabis talamancana
Teucholabis talamancana är en tvåvingeart som beskrevs av Alexander 1939. Teucholabis talamancana ingår i släktet Teucholabis och familjen småharkrankar.
Artens utbredningsområde är Costa Rica. Inga underarter finns listade i Catalogue of Life.